# مولوي كورانلو
مولوي كورانلو (بالفارسية: مولوی کورانلو) هي منطقة سكنية تقع في تشارواماق الشرقية الريفية في إيران. يقدر عدد سكانها بـ 96 نسمة .